# Litovice (tvrz)
Litovická tvrz je na sýpku přestavěná tvrz ze 14. století v Hostivicích v okrese Praha-západ. Nachází se v místní části Litovice na křižovatce ulic Litovická a Za Tvrzí a je chráněná jako kulturní památka ČR.

## Stavební podoba

### Původní podoba
Tvrz byla založena ve čtrnáctém století. Průzkum zjistil, že je budova vznikla najednou bez stavebních etap. Litovická tvrz se pyšní francouzským původem. V nadzemních i podzemních podlažích je použita stejná dispoziční skladba. Přízemní zeď je nápadně silnější než ostatní.

#### Přízemí
Do přízemí se ve čtrnáctém století vcházelo v místech dochovaného schodiště do sklepení. Podle dochovaného odsekaného prahu se zjistilo, že původní výška terénu byla zhruba o třicet centimetrů níže, než je dnes. Ostění bylo řešeno ústupkem na vnější straně. Ústupek měl rozměry 5 × 13 centimetrů. Vzhledem k malému rozměru ho lze považovat za dekoraci. Záklenek niky je pak středověký a asymetrický, protože se postupem času zužovala jedna strana.
V západní části přízemí je sklep, protože v šestnáctém století se opakovaně měnila výše podlahy. V přízemí se nadále nachází gotické omítky, které jsou na základní ploše zdi. Západní část přízemí osvětlovala šestice oken. Většina oken má stejné ostění, avšak jižní okna vrcholí v nadpraží slepou pětilistou kružbou. Vzhledem k tomu, že všechna okna nejsou stejná, lze předpokládat, že jižní část interiéru oddělovala příčka. Východní část přízemí s pěti okny je pak trochu navýšena nad zem, čímž vznikl prostor pro sklep.

#### Sklep
Sklep byl jediným prostorem v suterénu a také to byl jediný klenutý prostor. Zaklenut byl čtyřmi poli křížové klenby bez pasů a bez žeber. Klenba se opírá o středový pilíř, který je jediným středověkým kamenickým prvkem. Na klenbě lze pozorovat otisky prken použitých při její stavbě. Podle zapuštění pilíře lze odvodit, že původní podlaha, která byla dvakrát měněna, se nachází zhruba metr pod úrovní té dochované. Okna ve sklepě jsou osově umístěna pod okny přízemí. Některá z nich jsou zazděná a pouze jediné si dochovalo kamenné ostění. Vchod do sklepa bylo možné zajistit závorou.

#### První patro
První patro je rozděleno zdí na východní a západní část. Okna a otvory v západní části jsou  umístěna podobně jako v přízemí, kdy dvě dvojice jižní a severní jsou umístěny na osu s okny v přízemí. U oken lze pozorovat trojlistou kružbu a u západního širšího okna je kružba pětilistá. V jižní stěně jsou dva větrací otvory. Nachází se zde výškové rozdíly v oblasti prahů, které mohou dokládat pravděpodobnou existenci pódia před portálem do východní části. V oblasti tohoto pódia se pak nacházelo schodiště do druhého patra, po kterém se dochoval otisk v omítce. Nástupní prostor u schodů byl pak oddělen příčkou, doloženou také otiskem. V jihovýchodní části se nacházel krb, který vytápěl východní část prvního patra. Strop v prvním patře byl o deset centimetrů nižší oproti dochovanému stavu.

#### Druhé patro
Druhé patro bylo nejdůležitější z pater, protože mělo nejreprezentativnější funkci. Bylo stejně jako patro pod ním rozděleno příčkou. Nacházely se tam vřetenové schody, které vedly do síně. Síň v druhém patře byla osvětlena dvěma proti sobě ležícími okny jejíž niky byly pravoúhlé. Tyto okna se výrazně propisují do fasády.
Dále se v patře nacházelo schodiště, které vedlo do síně, ze které pak pokračovala chodba na záchod. Tato chodba byla osvětlena prostým oknem. Vzhledem k tehdejší výšce stropu u záchodu došlo ke změně plánu a nad záchod byla postavena ještě komůrka. Do ní se vstupovalo po schůdcích v chodbě. V dochované podobě je však drtivá většina poškozena silným požárem. Jihozápadní roh druhého patra byl obytnou místností. Podle dobového zvyku byla vyložena roubením. Místnost byla osvětlena z jihu třemi charakteristicky sestavenými sdruženými okny velkým oknem přímo uprostřed západní stěny. Topeniště pak bylo umístěno při severní straně obytné místnosti. Charakter topeniště je nejasný, ale je možné, že topeniště bylo dymné. Východní část druhého patra obsadil velký sál osvětlený oknem v ose s východní zdí a analogickým oknem k tomu v severní stěně. Sál byl vytápěn krbem. Na jihozápadní straně je pak přístup k vřetenovému schodišti. V jižním rizalitu snad bývala malá kaple. Vřetenové schodiště osvětlovala štěrbinová okénka. Toto schodiště však nebylo přístupno všem. Bylo soukromé a propojovalo všechny patra kromě přízemí.

#### Třetí patro
Podoba gotického třetího patra není zcela zřejmá, kvůli renesančním rekonstrukcím. Dá se zde zaznamenat komín, do kterého však již bylo zasahováno v devatenáctém a dvacátém století. Také jsou zde znatelné pozůstatky gotické omítky. Stejně jako ve druhém patře bylo schodiště osvětleno okénky. Na rozdíl od druhého patra mělo pravděpodobně třetí patro podlahu i strop v jedné rovině.

### První renesanční přestavba
Přestavba se uskutečnila zejména proto, že druhé a třetí patro poškodil rozsáhlý požár. V přízemí byla snížena podlaha zhruba o třicet centimetrů, aby mohla být místnost pak využívána jako sklepní. Do přízemí pak byla přidána zeď, která jej rozdělila na dvě části. Lze se domnívat, že už při první renesanční přestavbě vznikl přímý vstup ze dvora do východní části přízemí. V prvním patře byl zrušen gotický vstupní portál a byl nahrazen segmentovým klenutým otvorem. Začala přestavba schodů do druhého patra. Byla změněna omítka a to na nažloutlou maltu s velkými kusy vápna. Tato omítka je charakteristická pro všechny stavební úpravy v renesanci. Vše ostatní zůstalo zřejmě beze změny.
Druhé patro bylo půdorysně změněno výrazně. Na rozdíl od střední síně a roubené místnosti vznikl veliký sál a ve východní části patra obytné místnosti. V západní stěně bylo zrušeno okénko. Vše bylo znovu omítnuto. Vytápění bylo upraveno na krb u západní zdi v sále. Komín byl vysekán do zdi. Komůrka vyskytující se nad záchodem, který byl jen omítnut, byla zrušena. Interiér zdobily nástěnné malby.
Třetí patro bylo přestavěno k obytným účelům. V celém třetím patře vznikla interiérová přizdívka a dvojice nových oken v jižní zdi. Výrazně byla přestavěna oblast, kde se dotýkal rizalit s hlavními prostory třetího patra. Jihovýchodní arkáda byla zrušena a nahrazena menším okenním otvorem.

### Druhá renesanční přestavba
Druhá renesanční přestavba proběhla při renovaci rodem Prunarů. Její prvky vykazují znaky kvalitněji odvedené práce. Sklep, přízemí a první patro zůstaly beze změny. Nezměnil se ani půdorys druhého patra. Stále se zde nacházela velká síň s obytnými místnostmi. V západní stěně vznikla nika velkého okna, která nahradila jejího menšího předchůdce. Krb u západní stěny byl zrušena zazděn a místo něj vznikl jiný v severovýchodním koutě sálu.  Ve východní straně druhého patra vznikla tři vysoká okna v segmentem klenutých nikách. Z přestavby pochází dochovaná podoba oken třetího patra na východní straně.

### Barokní přestavba
Během barokní přestavby byla zvýšena podlaha sklepa zásypem do zhruba 70 centimetrů pod dnešní úroveň. Prostor bývalého přízemí upraveného na sklepy západní části byl ze západní strany zahlouben o dva metry a podlaha byla srovnána s úrovní východní části sklepa. Při hloubení vzniklo nové schodiště. Budovu pokryla nová střecha s typicky barokní soustavou podpůrných stolic.

### Klasicistní přestavba
Při klasicistní přestavbě se začaly prostory v prvním patře dělit na bytové jednotky. Vzniklo nové schodiště, které propojuje přízemí a první patro. Okna byla zmenšena do dochované podoby a zrušeno bylo vřetenového schodiště.

### Dvacáté století
Na počátku dvacátého století byl sklep byl znovu navýšen zhruba o sedmdesát centimetrů do dochované úrovně. Ve východní části přízemí a prvního patra byly vyplněny otvory. V západní části prvního patra proběhla výměna stropních trámů. Druhé a třetí patro byly zmenšeny vložením nového sýpkového mezipatra. Změna výškové úrovně pater se projevila změnami fasády. Před druhou světovou válkou byl do severozápadního rizalitu vložen výtah na obilí. Severní líc zdi byl přezděn a do sklepa přidán pilíř.